# 交響曲第1番 (ウェーバー)
交響曲第1番 ハ長調Op.19 J.50は、カール・マリア・フォン・ウェーバーが作曲した最初の交響曲。交響曲第2番と共に青年期に作曲された交響曲であるが、いずれも若々しい作風が随所に見られる。

## 概要
当時20歳（1806年）のウェーバーが作曲した最初の交響曲で、その当時カールスルーエのフリードリヒ・オイゲン・フォン・ヴュルテンベルク公爵の管弦楽団の指揮者を務めており、この管弦楽団のために2曲の交響曲を作曲している。交響曲第1番はその折に作曲されたものである。
作曲の時期は1806年の12月14日にカールスルーエで始められ、第1楽章は12月22日に書き上げている。それに次いで第2楽章を12月29日に、第3楽章は12月26日に完了させ、第4楽章は翌年の1807年の1月2日に完成させている。初演はカールスルーエの宮廷で行われたが、この時の正確な日付については不明である。
ウェーバーは緩徐楽章とスケルツォの楽章以外、その出来栄えに満足できなかったようで、友人で批評家のロホリッツに宛てた手紙の中で「いずれ多くの箇所を改訂したい」と述べているが、結局改訂は行われることはなかった。
楽譜は1810年の秋にアンドレ社から出版された。当初ウェーバーは草稿に「作品19」の作品番号を与えていたが、出版時に番号を削除している。

## 楽器編成
フルート、オーボエ2、ファゴット2、ホルン2、トランペット2、ティンパニ、弦五部

## 構成
全4楽章から構成され、演奏時間は約25分。ウェーバーはモーツァルトの『パリ交響曲 K.297』を（かなりの程度に）モデルにしたといわれる。
第1楽章 アレグロ・コン・フォーコ
　ハ長調、4分の4拍子。ソナタ形式。
第2楽章 アンダンテ
　ハ短調、8分の6拍子。緩徐楽章。
第3楽章 スケルツォ.プレスト
　ハ長調、4分の3拍子。三部形式。
第4楽章 フィナーレ.プレスト
　ハ長調、4分の2拍子。ソナタ形式。

## 参考資料
- 『最新名曲解説全集1 交響曲1』（音楽之友社）
- 『ホルスト・シュタイン:デッカ録音全集』（デッカ・レコード）の解説書